# Дринич
Дринич (серб. Дринић) —  населений пункт (село) в Республіці Сербській, Боснія і Герцеговина. Центр громади Петроваць, яка належить до субрегіону Мрконич-Град регіону Баня-Лука.

## Населення
Чисельність населення села Дринич за переписом 2013 року склала 348 осіб.
Етнічний склад населення населеного пункту з перепису 1991:
- Серби - 362 (99,72%),
- інші - 1 (0,28%),
- всього 363